# 銭選
銭 選（せん せん、生没年不詳）は、宋末から元初にかけての文人画家・篆刻家である。生年は1235年前後、卒年は1301年以降と推定される。字は舜挙、号は玉潭・巽峯・清癯老人・習懶翁・霅谿翁など。湖州烏程県（現在の浙江省湖州市呉興区）の人。

## 生涯

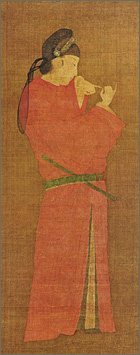
宮女図　国宝　元時代　個人蔵

銭選は南宋末に進士に及第するも生涯にわたって仕官していない。宋朝滅亡後は呉興に移り住み、他の遺民画家と文人グループを形成し、「呉興八俊」と称揚される。元朝最大の芸術家とされる趙孟頫と文雅の交友があり、書画三昧の生活を送る。趙孟頫がクビライに招聘されると他の文人達もこれに従ったが銭選は潔しとせず、ひとり故郷に隠逸した。このことが遺民としての忠誠心の現れとして後世に評価されている。
画の力量は職業画家と間違われるほど巧みで、晩年はそのためにかえって贋作が横行した。これを防ぐ為に画に詩文を書き入れたという。南宋画院の硬直した画風に反駁し、北宋の趙伯駒・李公麟・趙昌などの筆法を採り入れ、復古主義的な画風を確立した。この主張は元末四大家に受け継がれ、文人画の隆盛に繋がった。趙孟頫に「文人画とは？」と問われて「隷体の画である」と返答したとされるが、この逸話は文人画論に著名である。
銭選・趙孟頫・李衎・高克恭・商琦を元初五大家とする呼称もある。
落款印が拙劣であることなどから、職工に依頼せずに印章を自刻したと推定され、篆刻家の先駆けと目される。。

## 発掘画
1970年から1971年にかけて発掘された明の太祖の第10子である魯王朱檀の陵墓（現在の山東省済寧市鄒城市）から銭選の画（蓮花図）が出土した。中国の学術的な発掘調査によって出土した絵画の作者が同定できた稀な例である。

## 作品
- 「宮女図」 絹本著色 1幅 個人蔵 国宝
男装した宮廷の女官を描いた一幅。伝来が室町時代まで遡る証拠（鑑蔵印など）は無いものの、『室町殿行幸御餝記』所載の泉殿会所の御北向之御殿に飾られた「御絵 官女一幅舜挙」や、『御物御画目録』（東京国立博物館蔵）の独幅項目にある「官女 舜挙」[1]が本図に当たると推測される。古来より銭選の作品として著名であるが、「銭選之印」白文方印が基準印と異なり、写し崩れとみられる不明瞭な部分も見られることから、元時代に宋時代の院体画を模して制作されたと推測される[2]。
- 「梔子図」フリーア美術館
- 「秋瓜図」故宮博物院
- 「浮玉山居図」上海博物館
- 「楊貴妃上馬図」フリーア美術館
- 「王右軍観鵞図」メトロポリタン美術館
- 「蓮花図」